# Erick Marín
Erick Alejandro Marín Martínez es un futbolista mexicano que juega como delantero. Fue campeón junto con Miguel Ostersen con el Coronel Bolognesi
Actualmente se encuentra retirado y tiene una cancha de fútbol rápido en la comunidad de Ignacio Zaragoza en el municipio de Tula de Allende Hidalgo, dicha academia se encuentra muy cerca de Cd Cooperativa Cruz Azul.

## Trayectoria
Delantero de la cantera cementera que recibe su oportunidad con el primer equipo en el Invierno 2000. Pese a sus buenas cualidades, no pudo tener regularidad en el equipo cementero que tiene copados los puestos de ataque con estrellas. Así, para el Apertura 2005 es transferido al San Luis Fútbol Club, recién ascendido a la Primera División.

### Clubes
| Club                    | País                | Año         | Partidos | Goles | Media |
| ----------------------- | ------------------- | ----------- | -------- | ----- | ----- |
| Cruz Azul F.C.          | México              | 2000 - 2004 | 22       | 3     | 0.14  |
| Cruz Azul Oaxaca        | México              | 2004        | 8        | 2     | 0.25  |
| Cobras de Ciudad Juárez | México              | 2004 - 2005 | 20       | 6     | 0.3   |
| Club San Luis           | México              | 2005 - 2006 | 27       | 5     | 0.19  |
| Lobos B.U.A.P           | México              | 2006 - 2007 | 27       | 10    | 0.37  |
| Coronel Bolognesi       | Perú                | 2007        | 13       | 1     | 0.08  |
| Potros Chetumal         | México              | 2008        | 12       | 2     | 0.17  |
| Tampico Madero F.C.     | México              | 2009        | 15       | 5     | 0.33  |
| Correcaminos U.A.T      | México              | 2009 - 2010 | 19       | 4     | 0.21  |
| Cruz Azul Hidalgo       | México              | 2010 - 2011 | 15       | 2     | 0.13  |
| Total en su carrera     | Total en su carrera | 2000 - 2011 | 178      | 40    | 0.22  |

## Palmarés

### Campeonatos nacionales
| Título          | Club              | País | Año  |
| --------------- | ----------------- | ---- | ---- |
| Torneo Clausura | Coronel Bolognesi | Perú | 2009 |